# Ламбертова еквивалентна азимутна проекция
Ламбертовата еквивалентна азимутна проекция е равноплощна картографска проекция. Проектира земния елипсоид в кръг, поради което е често използвана за изобразяване на цели континенти или земно полукълбо.

## Аспекти
Известни са три аспекта (изгледа) на тази проекция:
- полярен аспект. Центърът на координатната система е един от географските полюси на Земята
- екваториален аспект. Центърът на координатната система е точка от екватора
- наклонен аспект. Центърът на координатната система е точка, която не лежи на екватора и не съвпада с двата земни полюса[1]

## Характеристики
- азимутна
- равноплощна
- не е перспективна проекция
- външният меридиан на хемисфера в екваториален аспект (за сфера) и паралелите в полярен аспект (за сфера или елипсоид), са окръжности
- всички други меридиани и паралели са сложни криви
- мащабът намалява радиално при отдалечаване от фокалната точка – единствената точка без изкривявания
- мащабът нараства перпендикулярно на радиусите при отдалечаване от фокалната точка
- азимутната проекция с най-малка вариация на мащаба при отдалечаване от фокалната точка
- посоките от центъра са верни за сфера и за елипсоид в полярен аспект
- точката-антипод на фокалната точка е изобразена като окръжност, която обгражда картата (за сфера)
- използвана за картиране на континенти и хемисфери [1]

## История
Предложена е за пръв път през 1772 г. – шеста поред от седемте неименувани проекции в труда Anmerkungen und Zusätze zur Entwerfung der Land- und Himmelscharten на швейцарския математик Йохан Ламберт. В нея Ламберт описва полярния и екваториалния аспекти на проекцията.
През 1789 г. Антонио Лорня независимо от Ламберт, предлага математическо описание на полярния аспект на тази проекция. Ернст Хамер през 1892 г. разработва вариант на проекцията, известен като проекция на Хамер-Аитов или проекция на Хамер. Гинзбург през 1949 г. предлага две модификации на проекцията с цел намаляване на деформациите на ъглите за сметка на увеличаване на деформациите на площите.

## Деформации
Минимално деформиране на формата на обектите. В радиус на 15° от фокалната точка деформацията е до 2%; извън тези граници ъгловите изкривявания стават съществени. Малките форми се компресират радиално от центъра, а перпендикулярно се удължават.